# 1993년 잠비아 축구 국가대표팀 항공기 참사
잠비아 축구 국가대표팀 항공기 참사는 1993년 4월 27일 잠비아 축구 국가대표팀이 세네갈 축구 국가대표팀과의 1994년 FIFA 월드컵 아프리카 지역 최종 예선을 치르기 위해 탑승한 항공기가 추락한 사고로 당시 잠비아 국가대표팀은 세네갈 국가대표팀과의 B조 2차전 원정 경기를 치르기 위해 결전지인 세네갈의 수도 다카르로 가던 도중 가봉의 수도 리브르빌에서 항공기 추락 사고가 발생하면서 탑승객 30명 전원(승무원 5명, 승객 25명)이 사망했으며 기내 화재를 진압하려다 엔진을 잘못 끈 게 화근이 되었다.

## 사망자 명단

### 선수
| 선수                  | 나이 | 포지션 |
| --------------------- | ---- | ------ |
| 데이비드 차발라       | 33   | GK     |
| 존 소코               | 24   | DF     |
| 화이트선 창웨         | 28   | DF     |
| 로버트 와티야케니     | ?    | DF     |
| 에스턴 물렝가         | 25   | MF     |
| 더비 마킹카           | 27   | MF     |
| 모지스 치크왈라크왈라 | 23   | MF     |
| 위즈덤 뭄바 찬사      | 29   | MF     |
| 켈빈 무탈레           | 23   | FW     |
| 티머시 음위트와       | 24   | FW     |
| 눔바 음윌라           | 30   | MF     |
| 리처드 음완자         | 33   | GK     |
| 새뮤얼 촘바           | 29   | DF     |
| 모지스 마수와         | 32   | FW     |
| 케넌 시맘베           | ?    | DF     |
| 고드프리 캉와         | ?    | MF     |
| 윈터 뭄바             | ?    | DF     |
| 패트릭 반다           | 19   | FW     |

### 코칭 스태프
| 이름            | 나이 | 직책    | 국적             |
| --------------- | ---- | ------- | ---------------- |
| 고드프리 치탈루 | 45   | 감독    | 잠비아           |
| 앨릭스 촐라     | 36   | 코치    | 콩고 민주 공화국 |
| 윌슨 음통가     |      | 팀 닥터 |                  |
| 윌슨 사카라     |      |         |                  |

### 승무원
잠비아 축구 국가대표팀 선수들이 군 수송기를 이용해서 이동한 관계로 해당 항공기의 승무원의 신분은 전원 군인이었다.
| 이름            | 나이 | 직책     | 계급 |
| --------------- | ---- | -------- | ---- |
| 펜튼 모네       |      | 기장     | 대령 |
| 빅터 무함바     |      | 조종사   | 중령 |
| 제임스 사치카   |      | 조종사   | 중령 |
| 에드워드 남보트 |      | 정비공   | 준위 |
| 톰슨 사카라     |      | 스튜어드 | 상병 |

### 기타
| 이름               | 나이 | 신분             | 비고                 |
| ------------------ | ---- | ---------------- | -------------------- |
| 마이클 음와페      |      | 저널리스트, 기자 | F.A.Z지 사장         |
| 넬슨 심바          |      | 공무원           | 잠비아 축구협회 소속 |
| 조지프 브왈라 셀림 |      | 저널리스트       |                      |

## 사고의 여파
이 사고의 여파로 원래 예정되었던 잠비아와 세네갈의 1994년 FIFA 월드컵 아프리카 지역 최종 예선 B조 2차전 경기는 1993년 8월 7일 코트디부아르의 최대 도시 아비장에서 중립 경기로 치러지게 되었고 결국 이 사고의 여파로 인해 잠비아는 세네갈과의 중립 원정 경기에서 비기는 바람에 모로코에게 승점에서 밀려 본선 진출 실패의 고배를 마셨다.

## 사진

비행 경로

## 같이 보기
- 수페르가의 비극
- 뮌헨 비행기 참사